# WONDERLAND (Novelbrightのアルバム)
『WONDERLAND』（ワンダーランド）は、2020年5月27日にEmperor Driverから発売された、日本のロックバンドNovelbrightがリリースした1作目のフル・アルバム。

## 概要
前作『「EN.」』から約8ヶ月ぶりに発売されたNovelbright初のフル・アルバムである。「アサヒスーパードライ」のWEB限定CMソングに起用されたシングル曲「ランナーズハイ」をはじめとしたタイアップ曲の収録に加え、過去に会場限定CDとしてリリースされた「夜空に舞う鷹のように」、「スタートライン」、「Photo album」なども再収録されている。また、音楽配信サービスAWAでアルバムの発売記念として制作、配信されたプレイリスト「Featured Artist : Novelbright 1st アルバム『WONDERLAND』全曲解説プレイリスト」には、アルバム収録曲を解説するスペシャルボイスが収録されている。
今作より流通ルートが前作までのPCI MUSICからユニバーサル ミュージックに変更された。また今作のみ使用されるレーベル「Emperor Driver」からリリースされている。
2025年7月には、本作の収録曲「夢花火」がBillboard JAPANのストリーミング集計において、総再生回数が1億回を突破していたことが判明した。

## 収録曲
| #         | タイトル                       | 作詞      | 作曲               | 時間  |
| --------- | ------------------------------ | --------- | ------------------ | ----- |
| 1.        | 「ランナーズハイ」             | 竹中雄大  | 竹中雄大・沖聡次郎 | 3:30  |
| 2.        | 「Believers」                  | 竹中雄大  | 竹中雄大・山田海斗 | 3:36  |
| 3.        | 「君色ノート」                 | 竹中雄大  | 竹中雄大・沖聡次郎 | 4:15  |
| 4.        | 「Photo album」                | 竹中雄大  | 竹中雄大           | 5:46  |
| 5.        | 「おはようワールド」           | 竹中雄大  | 竹中雄大・山田海斗 | 3:30  |
| 6.        | 「ENVY」                       | 竹中雄大  | 竹中雄大・沖聡次郎 | 3:02  |
| 7.        | 「夜空に舞う鷹のように」       | 竹中雄大  | 竹中雄大・沖聡次郎 | 3:19  |
| 8.        | 「夢花火」                     | 竹中雄大  | 竹中雄大・沖聡次郎 | 4:20  |
| 9.        | 「スタートライン」             | 竹中雄大  | Novelbright        | 4:20  |
| 10.       | 「candle」                     | 山田海斗  | 竹中雄大・沖聡次郎 | 4:59  |
| 11.       | 「Prologue ~Before the dawn~」 |           | 沖聡次郎           | 2:04  |
| 12.       | 「時を刻む詩」                 | 竹中雄大  | 竹中雄大・沖聡次郎 | 5:20  |
| 合計時間: | 合計時間:                      | 合計時間: | 合計時間:          | 48:01 |

## タイアップ
ランナーズハイ
アサヒビール「アサヒスーパードライ」WEB限定CMソング
Believers
『がんばろう、NIPPONのDRIVERS』出光昭和シェル Web CMソング
君色ノート
カネボウ化粧品「KATE」CMソング
Photo Album
ABEMA TVドラマ『恋する❤︎週末ホームステイ 2020夏』挿入歌
夢花火
スマートフォン向けゲーム『放置少女』CMソング 
ABEMA TVドラマ『恋する❤︎週末ホームステイ 2020夏』主題歌
スタートライン
YouTubeドラマ『僕等の物語』主題歌
時を刻む詩
ソニー「So-net」ブランドムービー